# 二叶石豆兰
二叶石豆兰（学名：Bulbophyllum shanicum）为兰科石豆兰属下的一个种。